# بهرام بيضائي
بهرام بيضائي (بالفارسية بهرام بيضائى) ممثل ومخرج وكاتب سيناريو ومخرج سينمائي ومسرح إيراني (من مواليد 26 ديسمبر 1938 في طهران، إيران). والد المخرجة والناشطة الإيرانية نيلوفر بيضائي

## کتب
- الرحلة الثامنة للسندباد
- محكمة العدل في بلخ

## افلام
- قتل الكلاب المسعورة

## وصلات خارجية
- بهرام بيضائي على موقع IMDb (الإنجليزية)
- بهرام بيضائي على موقع ألو سيني (الفرنسية)
- بهرام بيضائي على موقع أول موفي (الإنجليزية)
- بهرام بيضائي على موقع قاعدة بيانات الأفلام السويدية (السويدية)
- بهرام بيضائي على موقع قاعدة بيانات الفيلم (الإنجليزية)
- بهرام بيضائي على موقع كينوبويسك (الروسية)